# بليك كوش
بليك كوش (بالإنجليزية: Blake Koch)‏ هو سائق سباق أمريكي، ولد في 5 أغسطس 1985 في ويست بالم بيتش في الولايات المتحدة.

## وصلات خارجية
- الموقع الرسمي
- بليك كوش على موقع Racing-Reference.info (الإنجليزية)